# 古柯樹
古柯樹，又名药古柯，一種灌木，原生于南美洲的西北部秘鲁一带，叶中含有古柯碱，可用于提取可卡因，作为麻醉药，也可作为毒品，在当地原住民的传统文化中曾起过很重要的作用。
古柯樹是被稱為古柯的兩種植物之一，目前在南美洲的秘鲁、哥伦比亚、玻利维亚、亚洲的斯里兰卡和印度尼西亚等地广为栽培，形成许多亚种，如秘鲁古柯（E.truxillense）、爪哇古柯（E. novogranatense）等，已知有12个亚种，如Erythroxylum coca var. coca、E. coca var. ipadu、E. novogranatense var. novogranatense、E. novogranatense var. truxillense等，其中以爪哇古柯含古柯碱最多。1981年的克朗奎斯特分类法将本科列入亚麻目，1998年根据基因亲缘关系分类的APG 分类法和2003年经过修订的APG II 分类法将其并入金虎尾目。

## 形态
古柯为常绿灌木，一般高达2-3米，枝条直；长椭圆形革质叶子互生，在中心叶脉两侧有两排气孔；黄白色小花，腋生，花瓣5枚；果实为红色浆果，每个内含一枚种子。

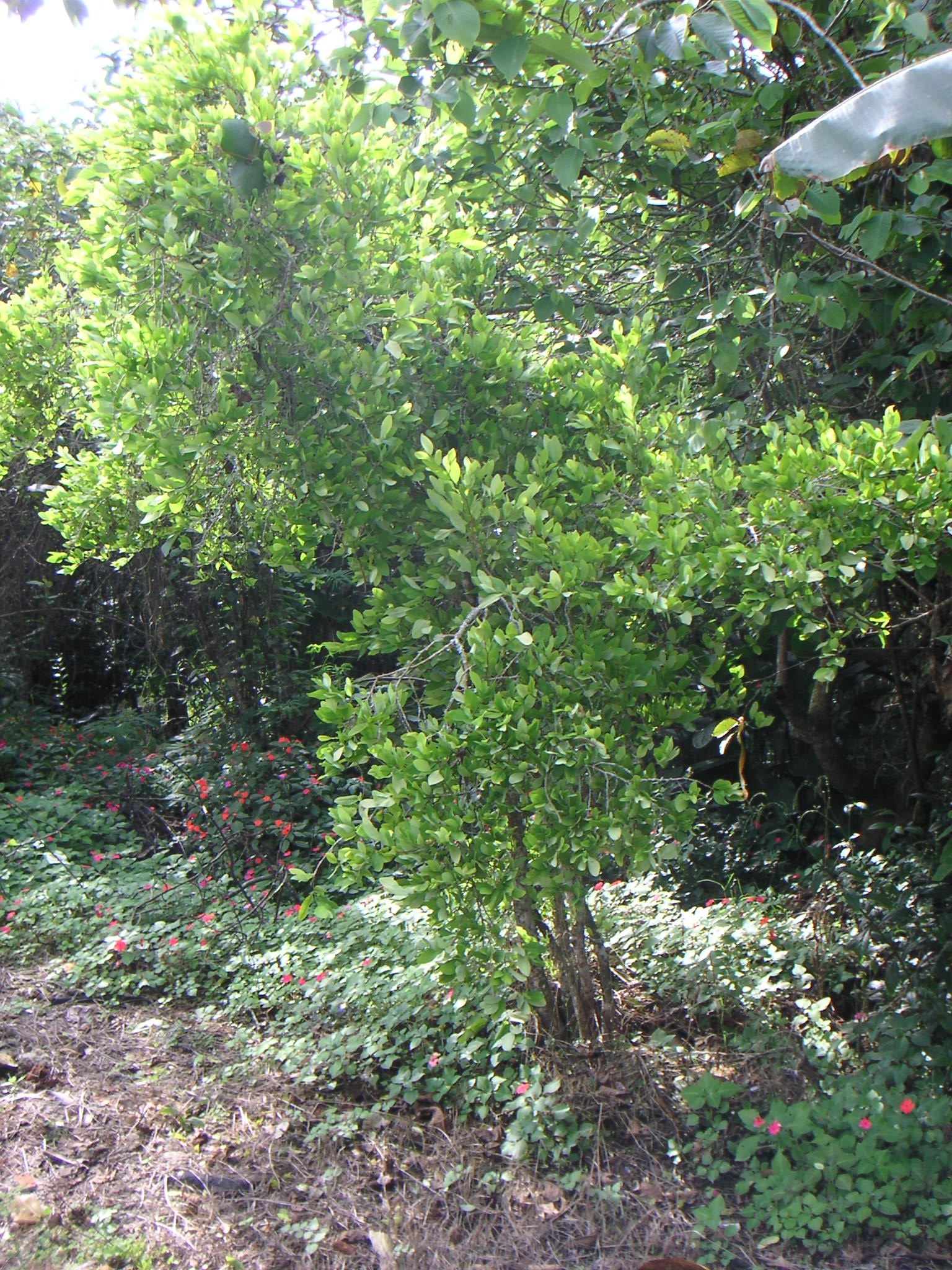
植株
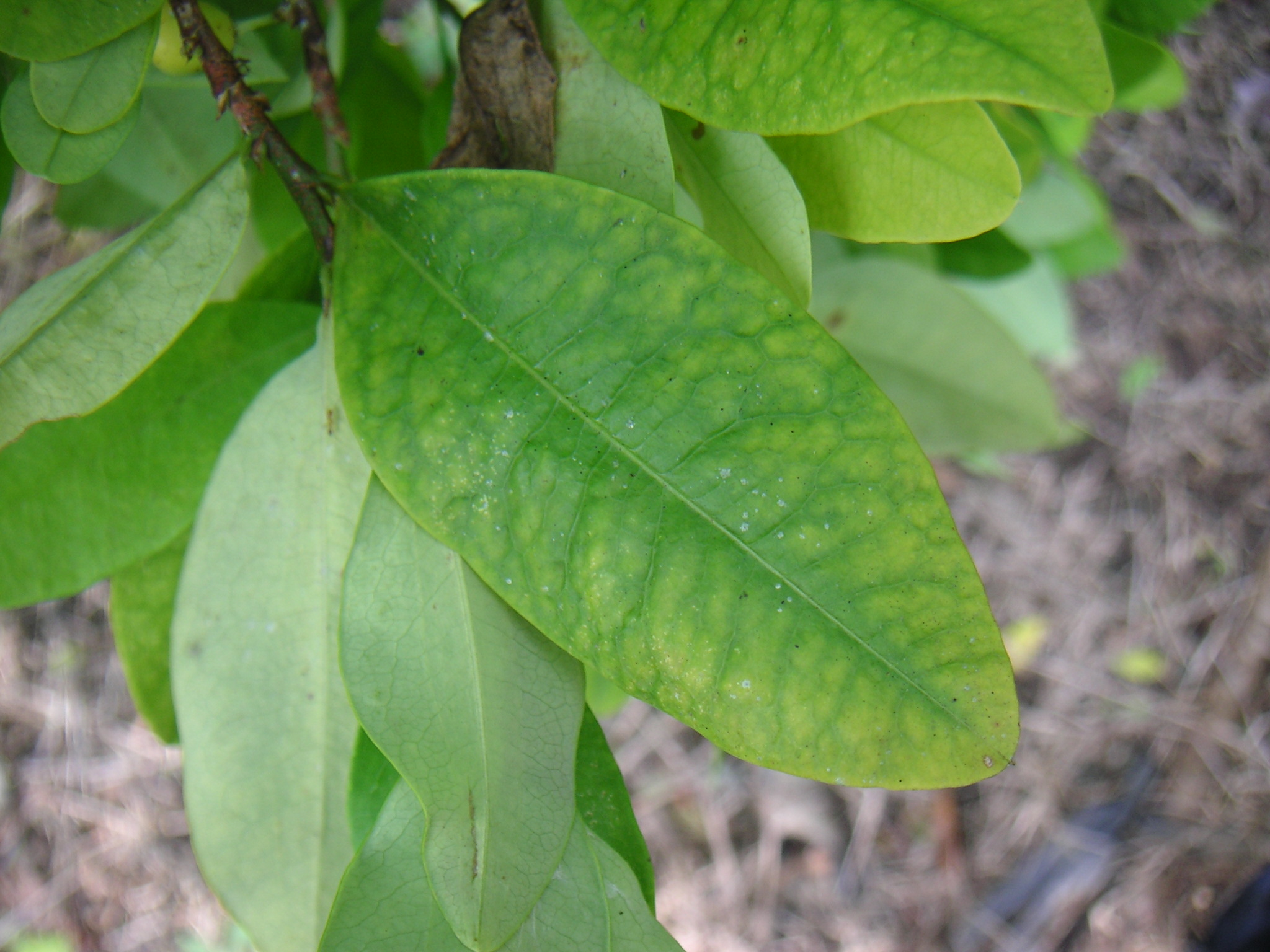
葉
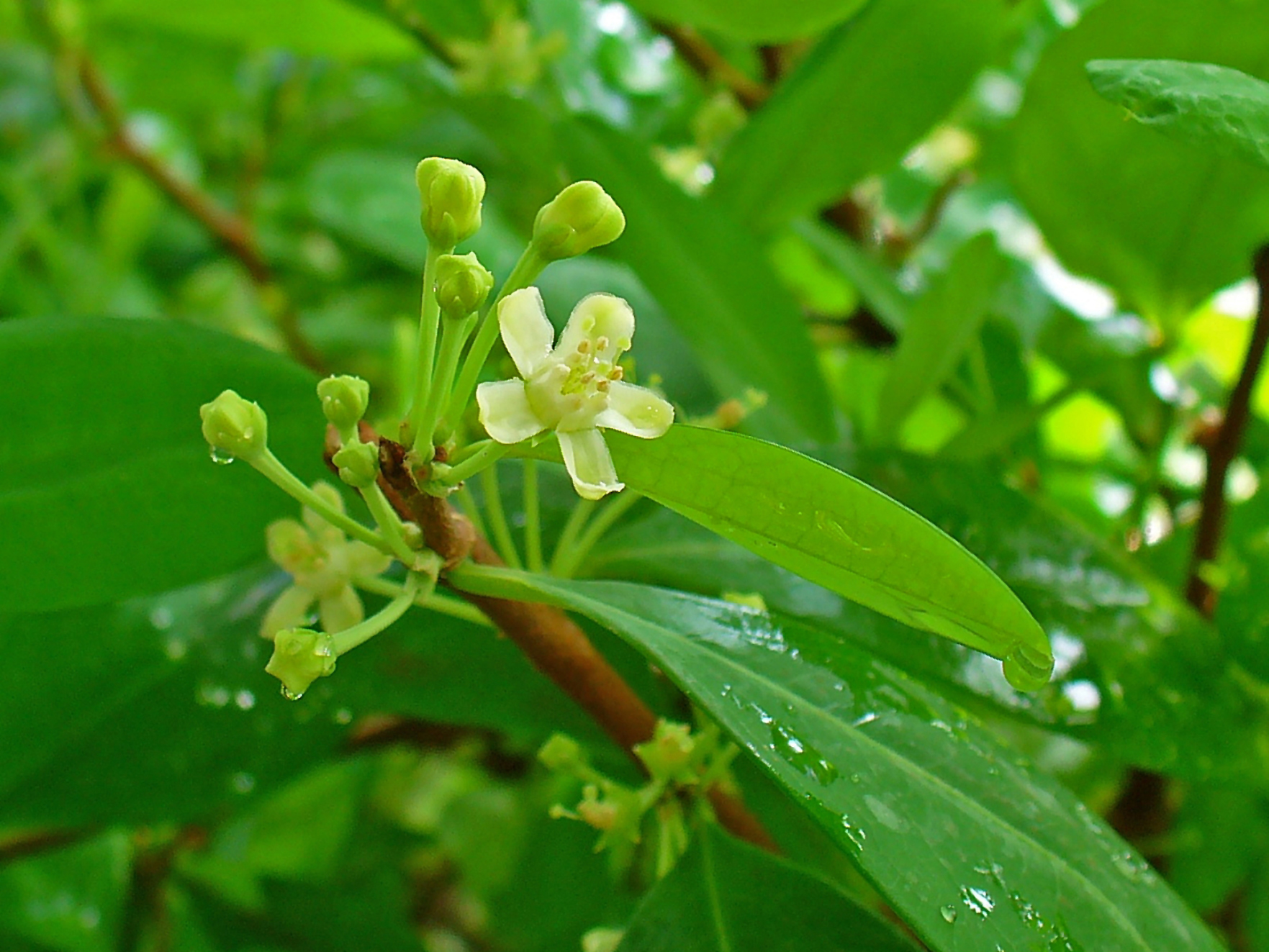
花
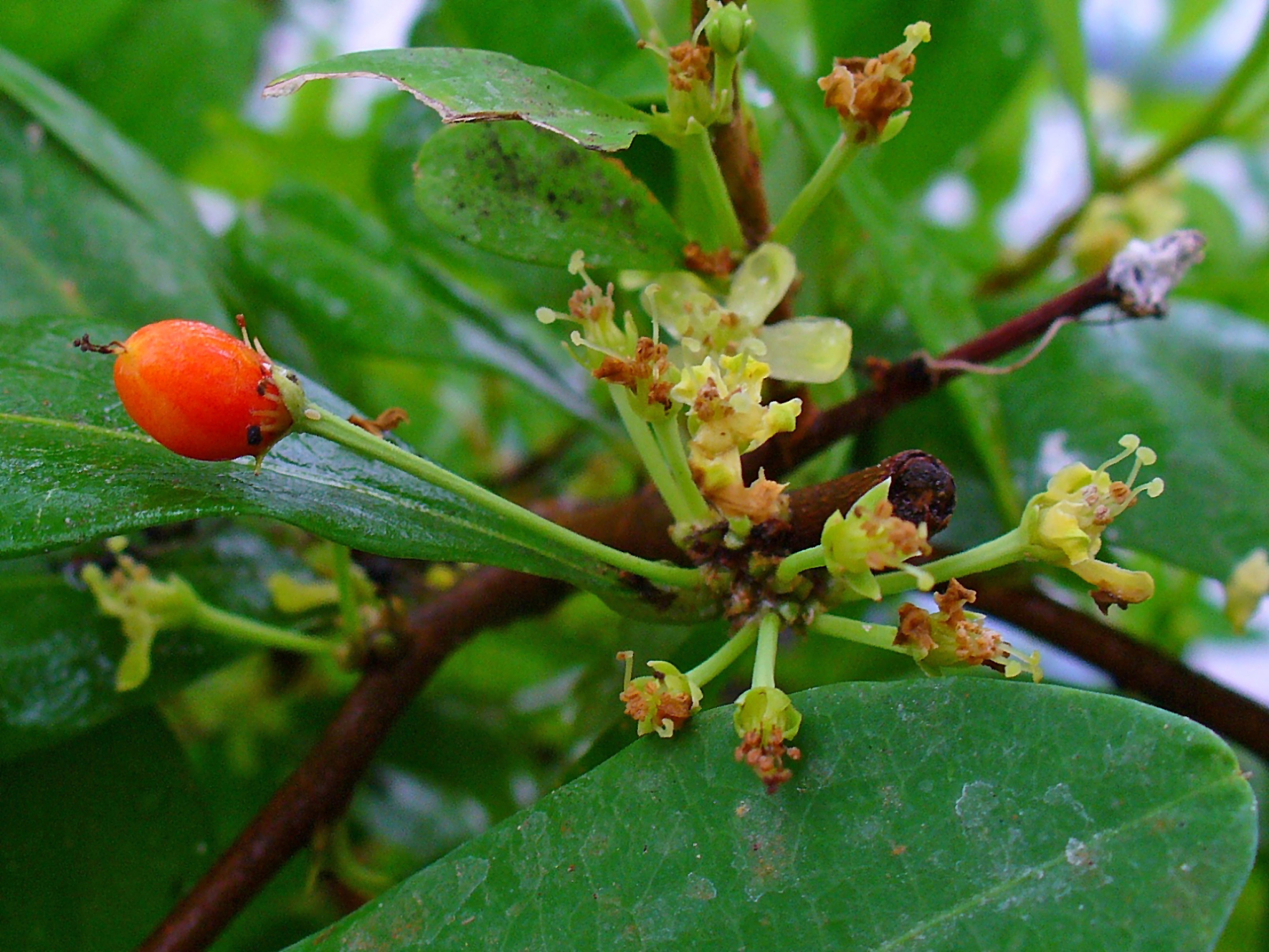
果
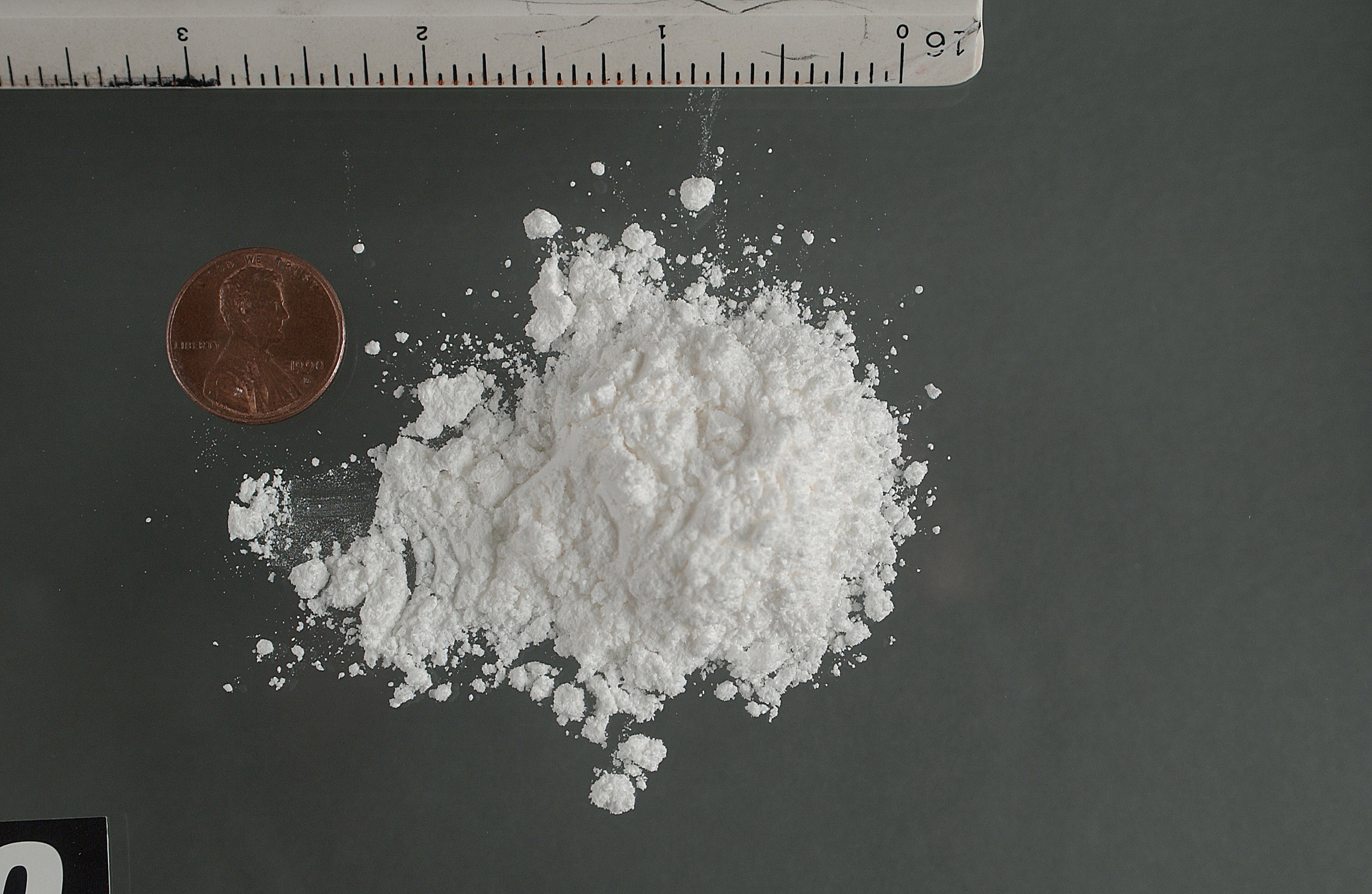
古柯鹼

## 亞種
古柯樹（Erythroxylum coca）下有多個亞種：
- 玻利維亞古柯，又稱瓦努科古柯，學名Erythroxylum coca var. coca
- 亞馬遜古柯，學名Erythroxylum coca var. ipadu

## 應用層面
1. 可以用來提煉古柯鹼，做為藥用麻醉劑的用途。
2. 可以用來提煉古柯鹼，作為毒品用途，是世界上已知的違禁品。
3. 曾經用來提煉可口可樂（Coca-Cola）的部分成份，在可口可樂問世時古柯鹼（Cocaine）和咖啡因（Caffeine）是可口可樂眾多成分的其中兩個，古柯鹼來自古柯葉（Coca leaf），咖啡因來自可樂果（Kola nut），這也是可口可樂名字的由來，不過後來古柯鹼不再被採用。
4. 古柯葉可以補充營養、解除疲勞與飢餓、對抗高山症，也可以當成藥物使用，但允許種植、使用古柯葉，並不讓其成為毒品提煉原料是很困難的。